# エルヴァス
エルヴァス（Elvas [ˈɛlvɐʃ] ( 音声ファイル)）は、ポルトガル・ポルタレグレ県の都市である。首都・リスボンから東約230kmに位置し、スペインとの国境から約15km離れている。

## 歴史
エルヴァスは、グアディアナ川から約8km離れた丘の上にある町である。エルヴァスは、7つの稜堡とサンタ・ルジーアとノサ・セニョーラ・ダ・グラーサと名づけられた要塞に守られている。
エルヴァスに残る後期ゴシック建築の聖堂は、ムーア人の建築の影響を受け、マヌエル1世の時代に、ポルトガル王国の領域となった。アモレイラの水道橋と呼ばれる全長約7キロメートルの水道橋はイベリア半島最長であると同時に、エルヴァスの町に水を供給してきた。アモレイラの水道橋の建設は15世紀に始まり、1622年に建設が完了した。
エルヴァスは、ローマ時代には、AlpesaあるいはHelvasと呼ばれ、ムーア人の時代はBalesh、スペイン統治時代は、Yelvesと呼ばれた。アルフォンソ8世が1166年に、カスティーリャ王国の領土とした。その後、カスティーリャとポルトガルの間で、エルヴァスをめぐり、衝突がおき、1226年にポルトガルの版図となった。1570年、エルヴァスは、監督教会派の司教座となった。
エルヴァスは、その後も、スペインとポルトガルの間で領土争いが展開され、1658年と1711年の2回、スペインの版図となったこともある。
また、1801年、スペインはナポレオン率いるフランスがポルトガルに侵攻した際にフランス側で参戦。女王に向けた戦勝報告にエルヴァス付近で摘み取ったオレンジを添えたことからオレンジ戦争と呼ばれた。
その後もナポレオン支配に対してスペインで勃発したスペイン独立戦争の際（1808年）には、ジャン＝アンドシュ・ジュノーの攻撃を受けた。
エルヴァス周辺は、肥沃な土地であり、オリーブやプラムの生産でも有名である。プラムは、生のままあるいは乾燥された状態で各地に輸出されている。また、エルヴァスでは、ブランデーが蒸留され、陶磁器の生産も行われている。

## 文化遺産
- エルヴァシュ城（Castelo de Elvas） - 13世紀、ローマの要塞跡に建設された。レコンキスタ後の15世紀に拡張された。
- サンタ・ルジーア要塞（Forte de Santa Luzia） - エルヴァス南部にある要塞。
- グラーサ要塞（Forte da Graça） - エルヴァス北部にある要塞。
- ノサ・セニョーラ・ダ・コンソラサオン教会 - 16世紀に建設されたルネサンス建築の教会。
- ノサ・セニョーラ・ダ・アスンサオン教会 - かつてはゴシック建築、後にマヌエル様式に改築された教会。
- アモレイラの水道橋 - エルヴァスに水を供給するイベリア半島最大の水道橋。

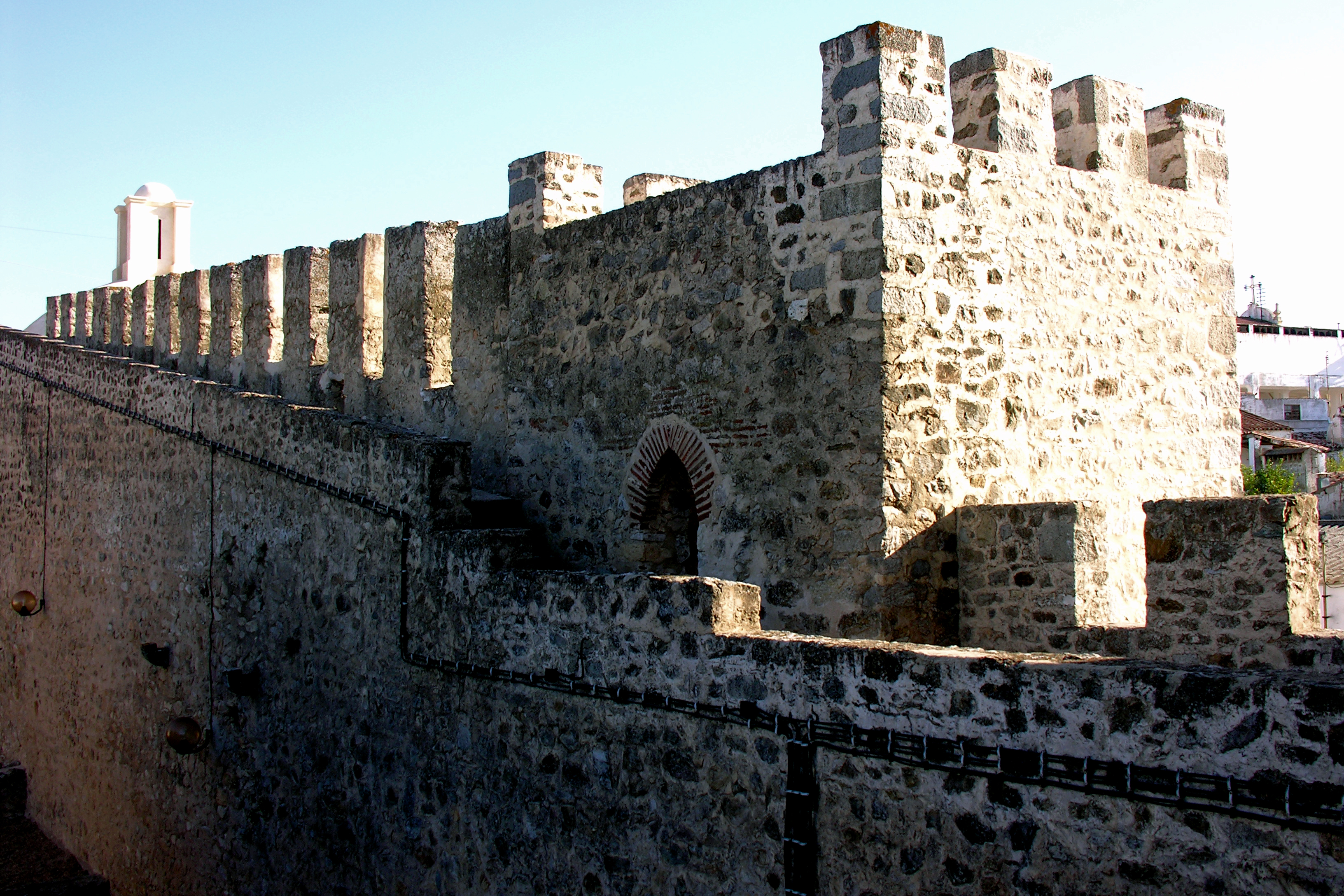
エルヴァス城
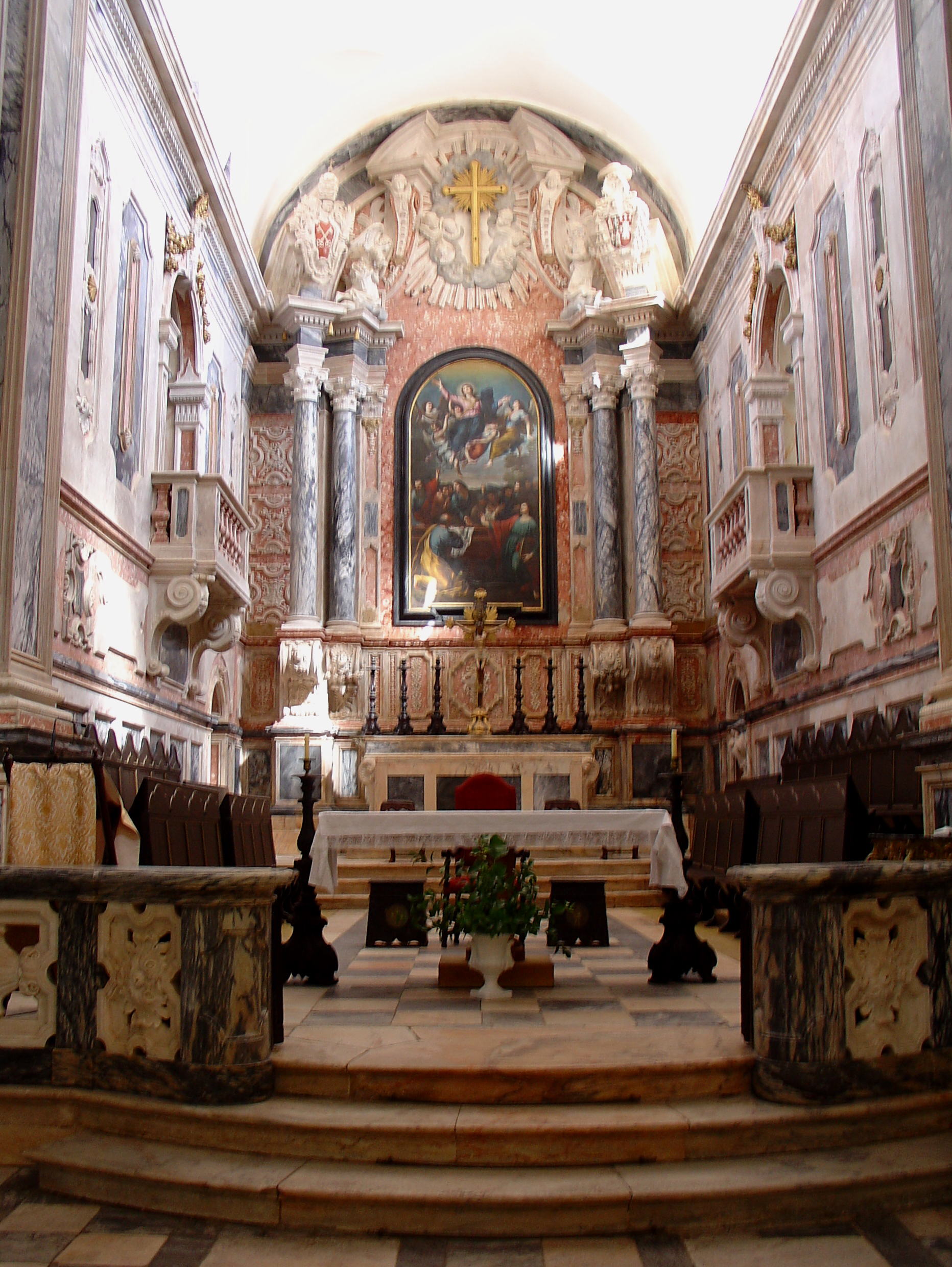
エルヴァス聖堂の内部